# 납달리

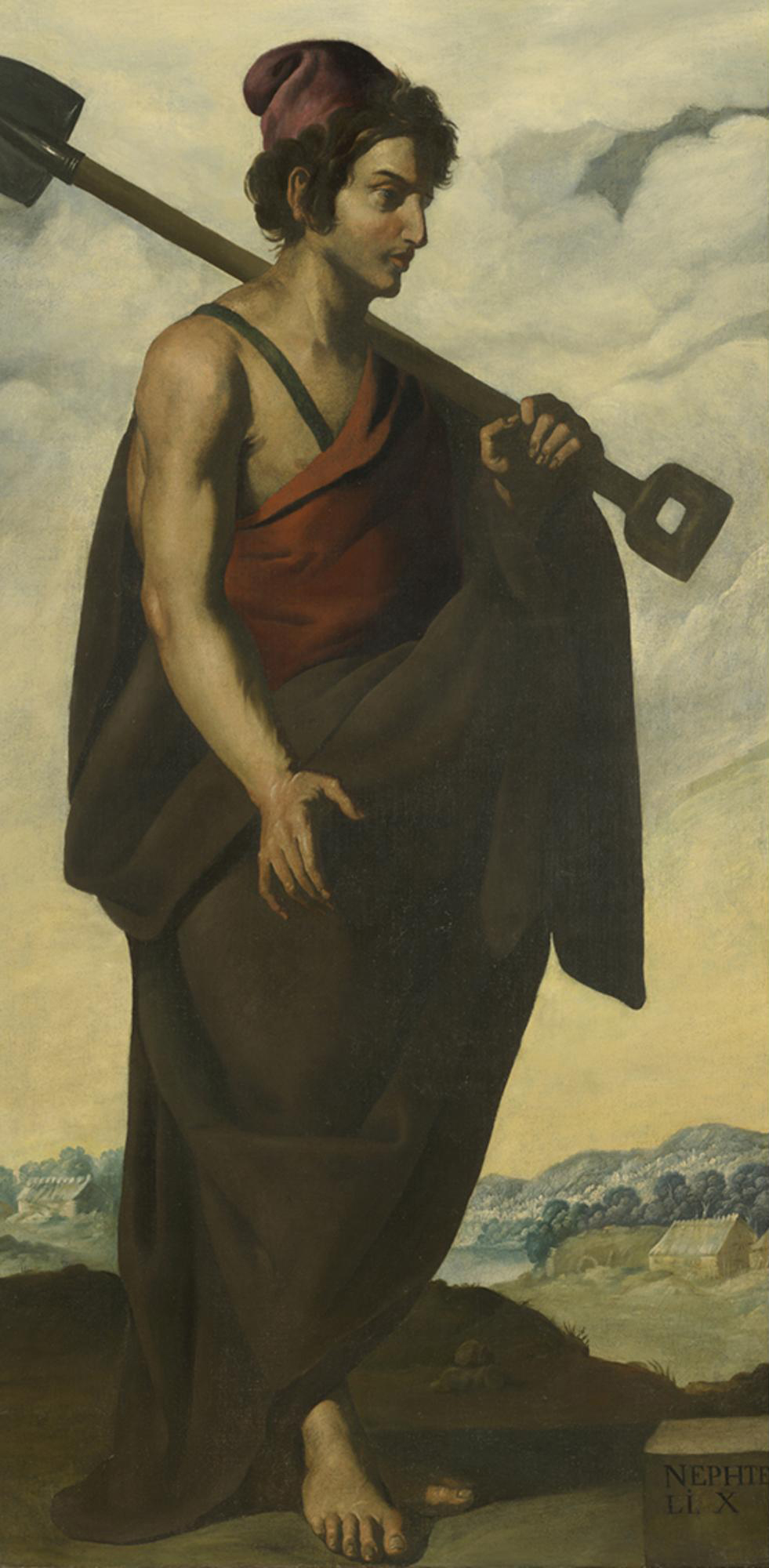
프란시스코 데 수르바란의 그림(야곱과 열두 아들). 1640~45년 경

납달리(Naphtali, /ˈnæftəlaə/; 히브리어: נַפְתָּלִי, 현대어: Naftalī, 티베리아어: Nap̄tālī, "나의 투쟁")는 창세기에 따르면 야곱의 여섯 번째 아들이자 빌하와 함께한 두 아들 중 둘째였다. 그는 이스라엘 납달리 지파의 창시자였다.
일부 성경 주석가들은 납달리라는 이름이 야곱의 호의를 놓고 라헬과 레아 (성경 인물) 사이에 벌인 싸움을 가리키는 것일 수 있다고 제안했다. 빌하는 당시 불임이었던 라헬의 시녀였고, 야곱을 설득하여 자신과의 대리로 빌하와 아이를 가지도록 했다.

## 성경 자료
타르굼 유사-조나단(Targum Pseudo-Jonathan)에 따르면, 납달리는 재빠른 주자였지만, 이는 납달리를 말사슴과 동일시하는 야곱의 축복에서 추론된 것으로 보인다. 그러나 성경학자들은 이것이 실제로 납달리 지파에 대한 묘사라고 믿는다.
납달리는 신명기 34장 2절에 하나님께서 모세를 느보 산으로 데려가셔서 아브라함과 이삭과 야곱에게 약속하신 땅의 넓이를 그에게 보여 주실 때 기록되어 있다. 이스라엘 열두 지파의 지도는 시므온 지파 문서를 참고할 것.